# تاريخ آيسلندا

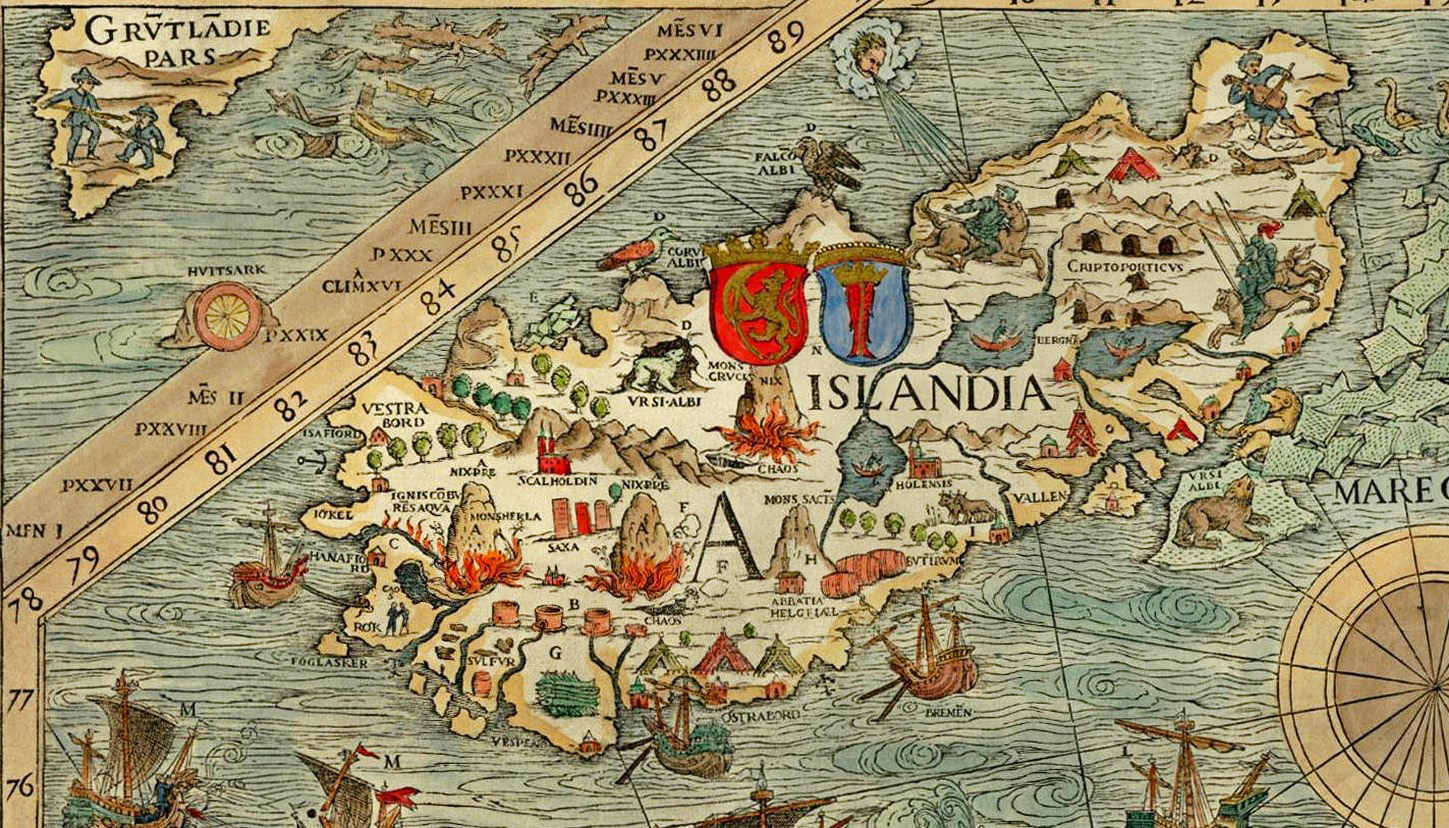
آيسلندا على الكارتا مارينا وهي من أولى الخرائط التي وُضعت لدول الشمال الأوروبية.

بدأ التاريخ المسجل لأيسلندا باستيطان مستكشفي الفايكنغ والأشخاص الذين استعبدوهم من الشرق، ولا سيما النرويج والجزر البريطانية، في أواخر القرن التاسع. كانت آيسلندا ما تزال غير مأهولة بالسكان لفترة طويلة بعد أن استوطنت بقية أوروبا الغربية. يعود تاريخ الاستيطان المسجل تقليديًا إلى عام 874، على الرغم من أن الأدلة الأثرية تشير إلى أن الرهبان الغاليين من أيرلندا، والمعروفين باسم بابار وفقًا للملاحم، قد استقروا في أيسلندا في وقت سابق.
استوطنت الأرض بسرعة، من قبل النرويجيين الذين ربما فروا من الصراع أو يبحثون عن أرض جديدة لزراعتها. بحلول عام 930، كان زعماء القبائل قد أسسوا شكلًا من أشكال الحكم، وهو ألثينغي، ما جعله أحد أقدم البرلمانات في العالم. قرب نهاية القرن العاشر، جاءت المسيحية إلى آيسلندا من خلال تأثير الملك النرويجي أولاف تريغفاسون. خلال هذا الوقت، ظلت آيسلندا مستقلة، وهي الفترة المعروفة باسم الكومنولث القديم، وبدأ المؤرخون الأيسلنديون في توثيق تاريخ الأمة في الكتب التي يشار إليها باسم ملاحم الآيسلنديين. في أوائل القرن الثالث عشر، أدى الصراع الداخلي المعروف باسم عصر ستورلونغس إلى إضعاف آيسلندا، والتي أصبحت في النهاية خاضعة للنرويج خلال القرن الثالث عشر. أنهى العهد القديم (1262–1264)، وتبني يونسبوك (1281) الكومنولث الأيسلندي فعليًا. اتحدت النرويج، بدورها، مع السويد (1319) ثم الدنمارك (1376). في نهاية المطاف، اتحدت جميع دول الشمال في تحالف واحد، اتحاد كالمار (1397-1523)، ولكن عند تفككه، وقعت أيسلندا تحت الحكم الدنماركي. كان الاحتكار التجاري الدنماركي الأيسلندي الصارم اللاحق في القرنين السابع عشر والثامن عشر ضارًا بالاقتصاد. تفاقم الفقر الناتج في آيسلندا بسبب الكوارث الطبيعية الشديدة مثل موهارغندين أو المشقة ضبابية. خلال هذا الوقت، انخفض عدد السكان.
ظلت أيسلندا جزءًا من الدنمارك، ولكن تماشيًا مع صعود القومية في جميع أنحاء أوروبا في القرن التاسع عشر، ظهرت حركة الاستقلال. استعيد نظام ألثينغي، الذي عُلِّق عام 1799، في عام 1844، واكتسبت آيسلندا السيادة بعد الحرب العالمية الأولى، لتصبح مملكة آيسلندا في 1 ديسمبر 1918. ومع ذلك، شاركت أيسلندا في النظام الملكي الدنماركي حتى الحرب العالمية الثانية. على الرغم من أن آيسلندا كانت محايدة في الحرب العالمية الثانية، إلا أن المملكة المتحدة غزتها واحتلتها دون ضحايا عام 1940 لإحباط الاحتلال النازي، بعد أن اجتاح الجيش الألماني الدانمارك. بسبب الموقع الاستراتيجي للجزيرة في شمال المحيط الأطلسي، احتل الحلفاء الجزيرة حتى نهاية الحرب، مع تسلم الولايات المتحدة مهام الاحتلال من البريطانيين في عام 1941. في عام 1944، قطعت أيسلندا علاقاتها المتبقية مع الدنمارك (التي كانت ما تزال قائمة في ذلك الوقت تحت الاحتلال النازي) وأعلنت نفسها جمهورية. بعد الحرب العالمية الثانية، كانت أيسلندا عضوًا مؤسسًا في منظمة حلف شمال الأطلسي وانضمت إلى الأمم المتحدة بعد عام واحد من إنشائها. نما اقتصادها بسرعة إلى حد كبير من خلال صيد الأسماك، على الرغم من أن هذا قد شابته نزاعات مع الدول الأخرى.
بعد النمو المالي السريع، وقعت الأزمة المالية الآيسلندية 2008-2011. ما تزال آيسلندا خارج الاتحاد الأوروبي.
أيسلندا بعيدة جدًا، وبالتالي فقد نجت من ويلات الحروب الأوروبية ولكنها تأثرت بأحداث خارجية أخرى، مثل الطاعون الأسود والإصلاح البروتستانتي الذي فرضته الدنمارك. تميز تاريخ آيسلندا أيضًا بعدد من الكوارث الطبيعية.
أيسلندا هي جزيرة حديثة العهد نسبيًا بالمعنى الجيولوجي، حيث تشكلت منذ حوالي 20 مليون سنة من خلال سلسلة من الانفجارات البركانية في منتصف المحيط الأطلسي، لكنها ما تزال تنمو من الانفجارات البركانية الجديدة. تعود أقدم العينات الحجرية الموجودة في أيسلندا إلى قرابة 16 مليون سنة.

## خلفية جيولوجية
من الناحية الجيولوجية، تعتبر آيسلندا جزيرة حديثة. بدأت تتشكل في العصر الميوسيني منذ حوالي 20 مليون سنة من سلسلة من الانفجارات البركانية على سلسلة جبال وسط المحيط الأطلسي، حيث تقع بين لوحات أمريكا الشمالية وأوراسيا. تنتشر هذه الصفائح بمعدل 2.5 سنتيمتر تقريبًا في السنة. يُعرف هذا الجزء المرتفع من التلال باسم ريكيانيس ريدج. يُنسب النشاط البركاني إلى نقطة ساخنة، نقطة أيسلندا الساخنة، والتي تقع بدورها فوق عمود الوشاح (أيسلندا بلوم) وهو صخرة ساخنة بشكل غير طبيعي في عباءة الأرض والتي من المحتمل أن تكون مسؤولة جزئيًا عن إنشاء الجزيرة واستمرار وجودها. للمقارنة، تشير التقديرات إلى وجود جزر بركانية أخرى، مثل جزر فارو، منذ حوالي 55 مليون سنة، وجزر الأزور (على نفس التلال) حوالي 8 ملايين سنة، وهاواي أقل من مليون سنة. يبلغ عمر طبقات الصخور الأصغر سنًا في جنوب غرب أيسلندا والمرتفعات الوسطى حوالي 700 ألف عام فقط. ينقسم التاريخ الجيولوجي للأرض إلى عصور جليدية، بناءً على درجة الحرارة والمناخ. يُعتقد أن الفترة الجليدية الأخيرة، والتي يشار إليها عمومًا باسم العصر الجليدي، قد بدأت منذ حوالي 110 آلاف عام وانتهت قبل حوالي 10 آلاف عام. أثناء تغطيتها بالجليد، تشكلت شلالات الجليد والمضايق والوديان في آيسلندا.

## التاريخ المبكر
ظلت أيسلندا، لفترة طويلة، إحدى آخر الجزر الأكبر غير المأهولة في العالم (والجزر الأخرى هي نيوزيلندا ومدغشقر). اقتُرح أن الأرض التي أطلق عليها عالم الجغرافيا اليوناني بيثياس (القرن الرابع قبل الميلاد) ثول كانت في الواقع آيسلندا، على الرغم من أنه يبدو من غير المحتمل للغاية اعتبار وصف بيثياس لها كدولة زراعية بها الكثير من الحليب والعسل والفاكهة؛ الاسم من المرجح أن يكون قد أشار إلى النرويج، أو ربما جزر فارو أو شتلاند. كان العديد من المستوطنين الأوائل من ثيلر، الذين فروا من الاتحاد النرويجي الأخير تحت حكم هارالد وجاءوا من تيليمارك، بالقرب من ثول. تشرح حجة مماثلة اسم جرينلاند من جرينلاند، المجاورة تيليمارك ويسكنها أيضًا الثيلر. التاريخ الدقيق الذي وصل فيه البشر لأول مرة إلى الجزيرة غير مؤكد. عُثر على العملة الرومانية التي يعود تاريخها إلى القرن الثالث في أيسلندا، ولكن من غير المعروف ما إذا كانت قد تم إحضارها هناك في ذلك الوقت أو جاءت لاحقًا مع الفايكنغ بعد تداولها لعدة قرون.

### الرهبان الإيرلنديون
هناك بعض الأدلة المكتوبة على أن رهبانًا من بعثة الهايبرنية الإسكتلندية ربما استقروا في آيسلندا قبل وصول الشماليين. يذكر كتاب المستوطنات، الذي كتب في القرن الحادي عشر، وجود رهبان أيرلنديين، يُطلق عليهم لقب بابار، قبل الاستيطان الإسكندنافي ويذكر أن الرهبان تركوا وراءهم كتبًا وأجراسًا وصنابيرًا إيرلندية، من بين أشياء أخرى. وفقًا للرواية نفسها، هجر الرهبان الأيرلنديون البلاد عندما وصل الإسكندنافيون أو غادروا قبل وصولهم. يؤكد كتاب للباحث آري أورغلسون من القرن الثاني عشر أن المستوطنين عثروا على عناصر بما في ذلك الأجراس المقابلة لتلك المستخدمة من قبل الرهبان الأيرلنديين. ومع ذلك، لم يُكتشف مثل هذه القطع الأثرية من قبل علماء الآثار. ادعى بعض الآيسلنديين أنهم ينحدرون من سيربال ماك دونيلانغ، ملك أوسريج في جنوب شرق أيرلندا، في وقت كتابة كتاب المستوطنات.

## استيطان الجزيرة وتشكيل الاتحاد (874-1262)

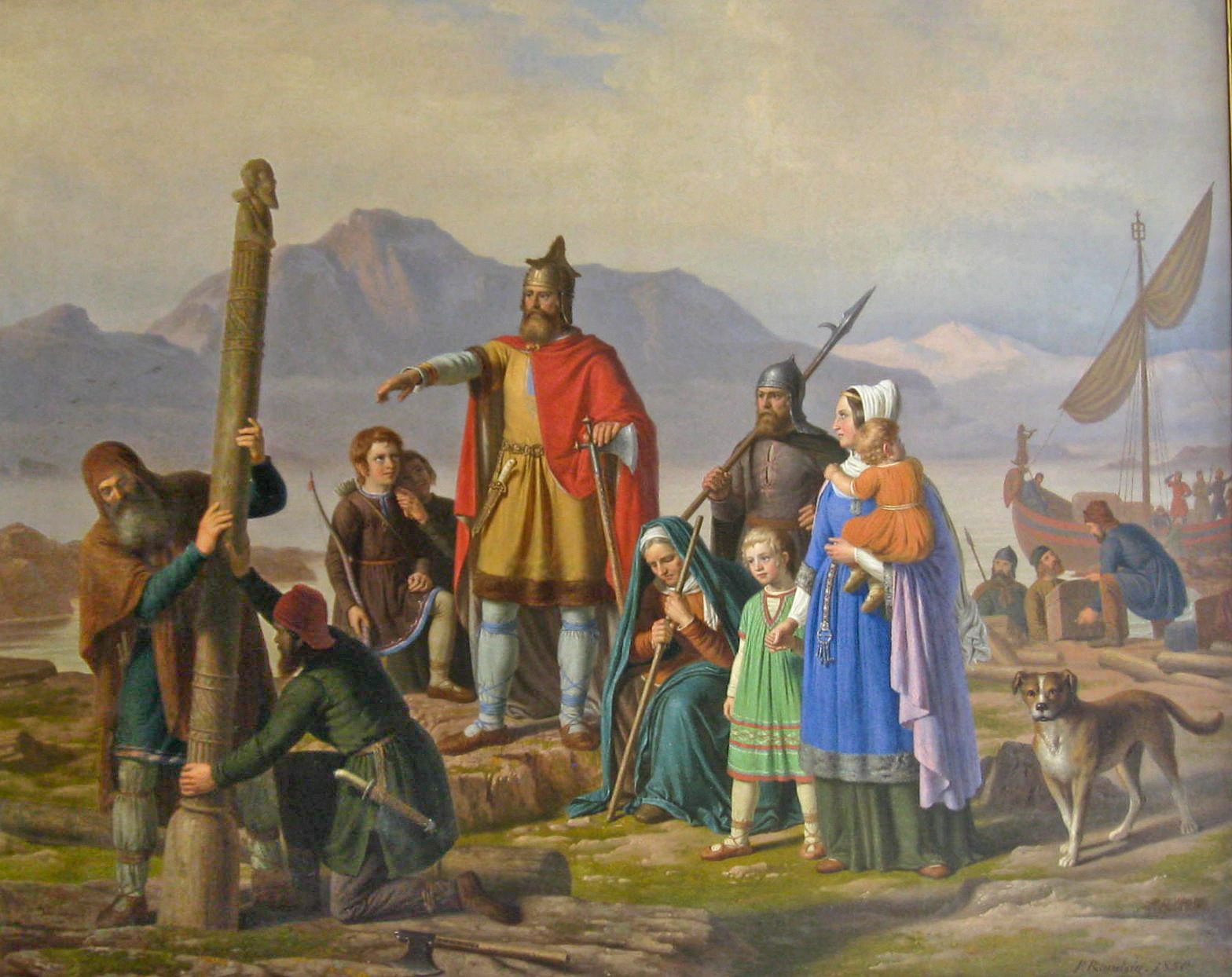
إنجولفور ارنارسون، أول مستوطن نرويجي دائم لجزيرة آيسلندا

تشير إحدى النظريات إلى أن أول من زار آيسلندا هم أعضاء بعثة هيبرنية اسكتلندية أو رهبان يعرفون أيضاً باسم بابار والذين وصلوا الجزيرة في القرن الثامن الميلادي، على الرغم من أن الاكتشافات الأثرية لا تدعم هذه الفرضية. يعتقد بمغادرة الرهبان مع وصول أهل الشمال، الذين استوطنوا الجزيرة بشكل منظم تقريباً بين 870-930 م. بينما تشير نتائج فحوص الكربون أن الجزيرة قد تكون مأهولة منذ أوائل النصف الثاني من القرن السابع الميلادي.
أول المستوطنين الدائمين للجزيرة هو الزعيم النرويجي إنجولفور ارنارسون والذي بنى له منزلاً في ريكيافيك في العام 874. تلا انغولفور العديد من المهاجرين الآخرين، والذين كانوا إلى حد كبير من أهل الشمال وعبيدهم الأيرلنديين. بحلول العام 930 جرى تملك معظم الأراضي الصالحة للزراعة وتأسس ألثنغ وهو برلمان تشريعي وقضائي كمركز سياسي للرابطة الآيسلندية. اعتمدت المسيحية حوالي 999-1000. استمرت الرابطة حتى عام 1262 عندما فشل النظام الذي وضعه المستوطنون الأوائل في التعامل مع القوة المتزايدة للزعماء الآيسلنديين.

## العصور الوسطى والفترة الحديثة المبكرة (1262-1814)

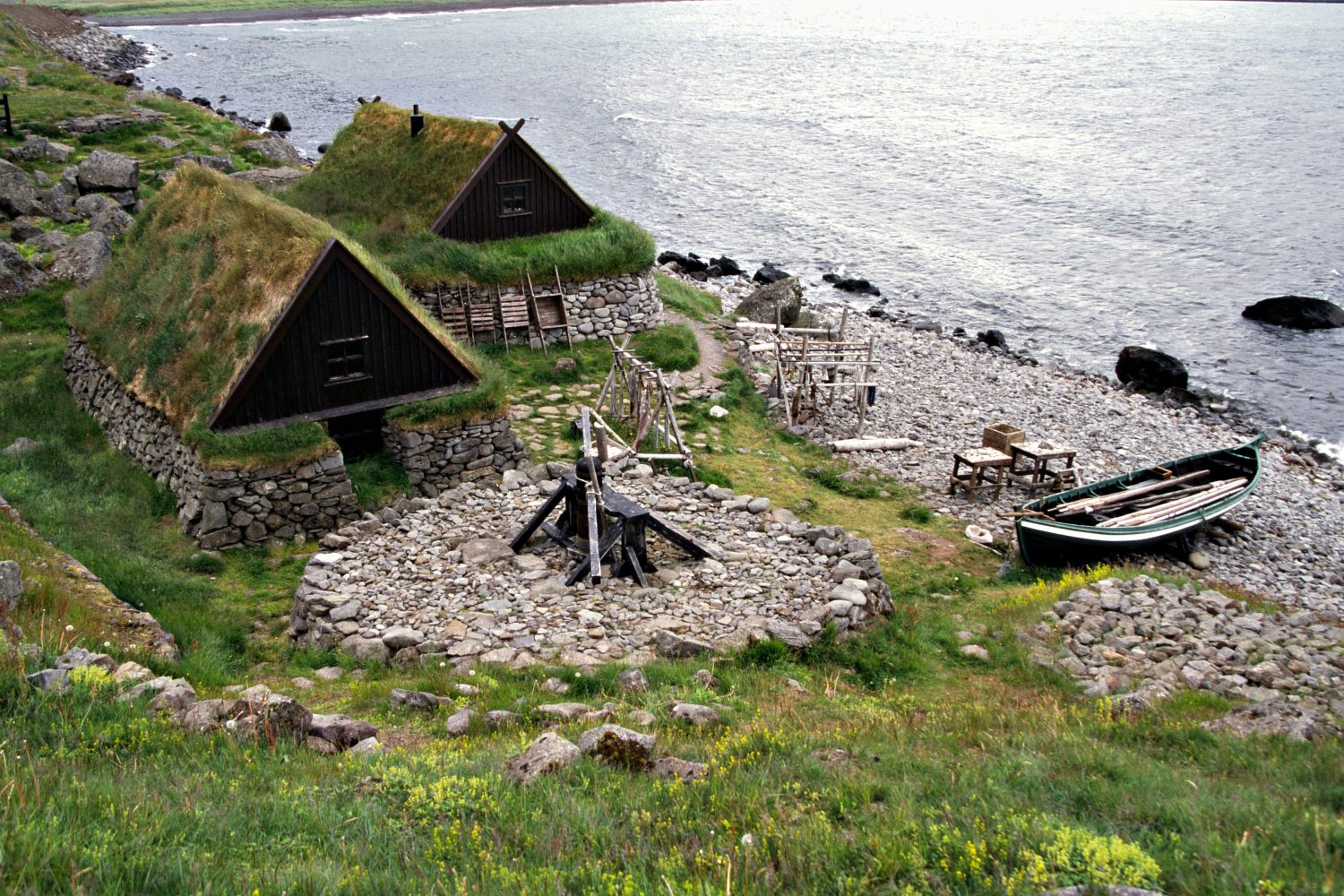
أسفور وهي نسخة عن موقع صيد أسماك قديم في بولنغارفيك.

أدت الصراعات الداخلية والحروب الأهلية في عصر ستورلونغ إلى التوقيع على العهد القديم في 1262، والذي أخضع آيسلندا للتاج النرويجي. انتقلت آيسلندا لتبعية الدنمارك والنرويج حوالي 1380 عندما اتحدت ممالك النرويج والدنمارك والسويد في اتحاد كالمار. في القرون التالية، أصبحت آيسلندا واحدة من أفقر البلدان في أوروبا. عانت الجزيرة من عقم التربة والثورات البركانية إضافة إلى المناخ القاسي حيث اعتمد المجتمع بالكامل تقريباً على زراعة الكفاف. اكتسح الموت الأسود آيسلندا في 1402-1404 و 1494-1495  وقضى في كل مرة على نحو نصف عدد السكان.
في حوالي منتصف القرن السادس عشر، بدأ الملك كريستيان الثالث ملك الدنمارك بفرض اللوثرية على جميع رعاياه. قطع رأس آخر الأساقفة الكاثوليك في آيسلندا (قبل 1968)، يون أراسون، عام 1550 مع اثنين من أبنائه. أصبحت البلاد لاحقاً لوثرية تماماً. منذ ذلك الحين ظلت اللوثرية الدين السائد. فرضت الدنمارك في القرنين السابع عشر والثامن عشر قيوداً تجارية قاسية على آيسلندا، بينما تعرضت سواحلها لهجمات القراصنة. قضى وباء الجدري الكبير في القرن الثامن عشر على نحو ثلث السكان. وفي عام 1783 انفجر بركان لاكي مسبباً آثاراً مدمرة. في السنوات التي أعقبت الانفجار والمعروفة باسم ضباب المصاعب، شهدت وفاة أكثر من نصف الثروة الحيوانية في البلاد وتلاها مجاعة قضت على ربع السكان تقريباً.

## حركة الاستقلال (1814-1918)
في عام 1814، وبعد الحروب النابليونية، تفككت مملكة الدنمارك والنرويج إلى مملكتين منفصلتين عن طريق معاهدة كييل. بقيت آيسلندا تبعية دنماركية. طوال القرن التاسع عشر تواصل تدهور مناخ البلاد مما أدى إلى هجرة جماعية إلى العالم الجديد ولا سيما إلى مانيتوبا في كندا. غادر حوالي 15,000 من أصل مجموع السكان البالغ عددهم 70,000 نسمة. مع ذلك، تم احياء الوعي الوطني مستوحى من الأفكار الرومانسية والقومية القادمة من أوروبا القارية، وبرزت حركة استقلال آيسلندية بقيادة يون سيغوردسون. في 1874، منحت الدنمارك آيسلندا دستوراً وسيادة محدودة تم توسيعها في 1904.

## مملكة آيسلندا (1918-1944)
وقع قانون الاتحاد وهو اتفاق مع الدنمارك في 1 ديسمبر 1918، ويسري مفعوله لمدة 25 عاماً يعترف بآيسلندا كدولة ذات سيادة كاملة ضمن الاتحاد الشخصي في ذات ملك الدنمارك. أصبح وضع آيسلندا مقارناً بالبلدان التي تنتمي إلى عالم الكومنولث البريطاني. تملكت حكومة آيسلندا زمام شؤونها الخارجية وأنشئت سفارة لها في كوبنهاغن. مع ذلك، طلبت من الدنمارك تنفيذ السياسة الخارجية الآيسلندية مع البلدان الأخرى غير الدنمارك. حملت السفارات الدانمركية في مختلف أنحاء العالم حينها شعاري نبالة وعلمين اثنين لمملكتي الدانمرك وآيسلندا.
خلال الحرب العالمية الثانية، انضمت آيسلندا إلى الدنمارك في إعلان الحياد. لكن بعد الاحتلال الألماني للدانمرك في 9 أبريل 1940، أعلن البرلمان الآيسلندي (آلتنغي) أن الحكومة الأيسلندية تتحمل واجبات الملك الدنماركي وتنفذ الشؤون الخارجية والمسائل الأخرى التي تضطلع بها الدنمارك بناء على طلب من آيسلندا. بعد شهر من ذلك احتلت القوات المسلحة البريطانية آيسلندا منتهكة الحياد الآيسلندي. في عام 1941، انتقلت السيطرة على آيسلندا إلى الولايات المتحدة لتتمكن بريطانيا من استخدام قواتها في أماكن أخرى.
في 31 ديسمبر 1943، انتهت صلاحية اتفاق قانون الاتحاد. صوت الآيسلنديون في 20 مايو 1944 في استفتاء دام أربعة أيام على الاستمرار في الاتحاد الشخصي مع ملك الدنمارك أو إقامة الجمهورية. كانت نتيجة التصويت 97 ٪ لصالح إنهاء الاتحاد و 95 ٪ لصالح الدستور الجمهوري الجديد. أصبحت آيسلندا رسمياً جمهورية في 17 يونيو 1944 مع سفين بيورنسون كأول رئيس للبلاد.

## جمهورية آيسلندا (1944-الحاضر)

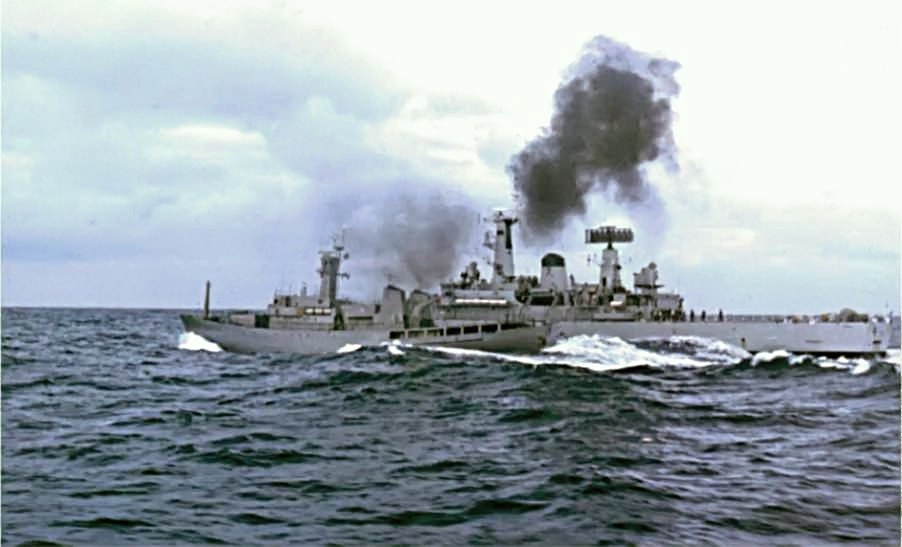
اصطدام عسكري بين الزوارق الحربية البريطانية والآيسلندية خلال حروب القد

في عام 1946، غادرت قوات الحلفاء آيسلندا والتي أصبحت رسمياً عضواً في حلف شمال الأطلسي يوم 30 مارس 1949 وسط جدل داخلي وأعمال شغب. في 5 مايو 1951، تم التوقيع على اتفاقية دفاع مع الولايات المتحدة. عادت القوات الأميركية إلى آيسلندا كقوة الدفاع الآيسلندية وظلت طوال الحرب الباردة، لتترك في النهاية في 30 سبتمبر 2006.
أعقب الفترة المباشرة ما بعد الحرب نمو اقتصادي كبير، مدفوعاً بالتصنيع في صناعة صيد الأسماك وبرنامج مساعدات مارشال. تميزت فترة السبعينات بنزاعات القد مع المملكة المتحدة بشأن توسيع آيسلندا لحدود الصيد التابعة لها. جرى تنويع الاقتصاد إلى حد كبير وتحريره عندما انضمت آيسلندا إلى المنطقة الاقتصادية الأوروبية في 1994.
خلال الفترة بين 2003-2007، تطورت آيسلندا من أمة اشتهرت بصناعة الصيد إلى دولة تقدم خدمات مالية متطورة، لكنها تأثرت بشدة جراء الأزمة المالية العالمية عام 2008 مع امتداد في 2009. أدت الأزمة إلى أكبر هجرة من آيسلندا منذ 1887.